# Xyalidae
Xyalidae é uma família de nematóides pertencentes à ordem Monhysterida.

## Géneros
Géneros:
- Ammotheristus Lorenzen, 1977
- Amphimonhystera Timm, 1961
- Arabanema Turpeenniemi, Nasira & Maqbool, 2001